# 스미스 조
스미스 조(Smith Cho)는 한국계 미국인 배우이다.

## 출연 작품
- 더 서클